# Déu, per què ets tan idiota?
Déu, per què ets tan idiota? (títol original en alemany, Gott, du kannst ein Arsch sein!) és una pel·lícula dramàtica alemanya del 2020. Està basat en la novel·la homònima del 2015 de Frank Pape, en la qual descrivia el destí de la seva filla Stefanie Pape. S'ha doblat i subtitulat al català.
La pel·lícula es va rodar al Rin del Nord-Westfàlia, Baviera i França fins a l'octubre de 2019. Es basa en uns fets reals. La pel·lícula es va estrenar l'1 d'octubre de 2020 als cinemes alemanys. La pel·lícula es va emetre el 20 de gener de 2022 a RTL Television. Va arribar a 1,60 milions d'espectadors.
La banda sonora de la pel·lícula va ser composta per Michael Regner.

## Sinopsi
Pocs dies després de graduar-se de l'institut, la Steffi, de 16 anys, descobreix que està malalta de càncer en fase terminal. Els seus pares reaccionen impotents i li prohibeixen participar en el viatge de graduació a París. Així que s'escapa amb l'acròbata Steve i condueix amb ell en la camioneta del seu pare cap a la capital francesa. Els pares de Steffi la segueixen.